# Nemoria unitaria
Nemoria unitaria là một loài bướm đêm trong họ Geometridae.